# اللاسلطوية في الصين

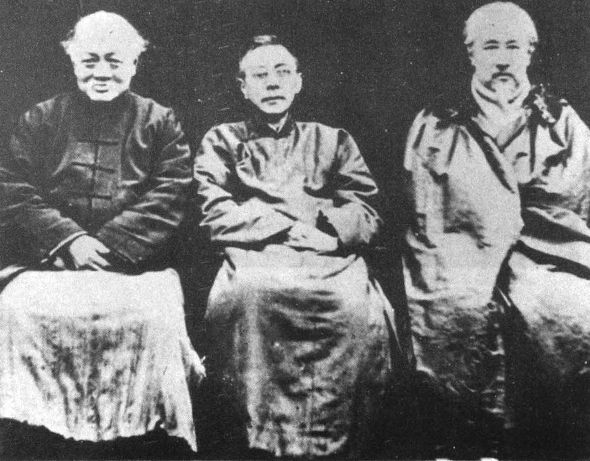

كانت اللاسلطوية في الصين قوة فكرية قوية ضمن الحركات الإصلاحية والثورية في أوائل القرن العشرين. في السنوات السابقة وبالذات بعد سقوط سلالة تشينغ الحاكمة، أصر اللاسلطويون الصينيون على أن الثورة الحقيقية لا يمكن أن تكون سياسية، تستبدل حكومة بأخرى، بل ينبغي أن تُطيح بالثقافة التقليدية بهدف خلق ممارسات اجتماعية جديدة، وخاصة بين أفراد الأسرة. وقد تُرجم مصطلح «اللاسلطوية» إلى اللغة الصينية 無政府主義 باعتباره «العقيدة اللاحكومية».
سعى الطلاب الصينيون في اليابان وفرنسا إلى البحث بحماس عن معتقدات اللاسلطوية  حتى يتسنى لهم فهم بلادهم الأم ومن ثم تغيير النظام الخاص بها، وبالاعتماد على التعليم، خلقت تلك المجموعة ثقافة بحيث لا تكون هناك حاجة إلى حكومة قوية، لأن النساء والرجال سيكونون إنسانيين في علاقاتهم بين بعضهم البعض على الصعيدين المجتمعي والعائلي. نشرت المجموعة الأخيرة من الطلاب في طوكيو وباريس مجلات وترجمات تلقّفها الشعب الصيني بحماس ونظمت مجموعة باريس برامج للعمل في أثناء الدراسة لتشجيع الطلبة على القدوم إلى فرنسا. عُدّت الحركة العدمية والشيوعية اللادولية في روسيا أكبر دافع، وكان استعمال أداة الاغتيال الذي تديره زمرٌ مثل فيلق الاغتيال الصيني -وقد شابهت الصين في ذلك روسيا- تحت مسمى القوة الانتحارية والهجمات التي تديرها الزمر الروسية المناهضة للقياصرة، وقد قدّم الحزبان الشيوعي والقومي في عشرينيات القرن الماضي قوة تنظيمية وتغييرًا سياسيًا الأمر الذي أدى إلى استنزاف شعبية المؤمنين باللاسلطوية . 

## الحركات الطلابية الصينية
تأسس معتقد اللاسلطوية  الصيني في أول الأمر في فرنسا واليابان عندما هاجر أبناء العوائل المترفة الصين بداعي التعليم بعد فشل ثورة الملاكمين. وبحلول عام 1906، أرسلت عدة برامج تبنَّتها جهات وطنية وإقليمية عددًا كبيرًا من الطلاب إلى أوروبا تراوح بين الخمسمئة والستمئة، وما يقارب عشرة آلاف طالب إلى اليابان وخصوصاً العاصمة طوكيو التي كانت الوجهة الأساسية بسبب الموقع الجغرافي القريب نسبياً من الصين حيث الأسعار المعقولة والتشابهات بين ثقافات البلدين، فضلاً عن اعتماد اللغة اليابانية الحروفَ الصينية ما جعل الأمر بطريقة ما أسهل للتعلم. أما في أوروبا، فقد كانت باريس الأكثر شعبية ذلك أن تكلفة المعيشة داخل المدينة كانت قليلة بالإضافة إلى دعم الحكومة الفرنسية الطلاب فضلاً عن كون فرنسا مركز الحضارة الغربية.
رغب بعض المسؤولين الصينيين أيضًا بامتلاك طلبة راديكاليين خارج البلاد. ذهب الطلاب الراديكاليون المتعصبون إلى أوروبا، أما الطلاب المعتدلون فقد أُرسلوا إلى اليابان. أثبتت هذه السياسة بوضوح عدم جدواها إذ سيستخدم الطلبة المتعلمون في الخارج الوسائل والإيديولوجيات الاشتراكية والمعتقدات اللاحكومية الأوروبية لتغيير المجتمع الصيني بالكامل. وفي كلتا الوجهتين، كان معتقد اللاسلطوية  هو المعتقد الأكثر انتشاراً بين الإيديولوجيات الأوروبية التي تبناها الطلبة. تشكلت في عام 1906 والشهور القليلة التي تلتها مجموعتان منفصلتان من الطلاب المعتقدين باللا حكومة، الأولى في طوكيو والثانية في باريس. إذ يمكن أن يؤدي اختلاف الوجهتين أو حتى اختلاف المفاهيم بينهما إلى نوعين مختلفين كلياً من اللاسلطوية.

### مجموعة باريس
نُظّمت المجموعة المعروفة بهذا الاسم «مجموعة باريس» بشكل تدريجي من قبل كل من زهانغ رينجي (المعروف أيضاً بزهانغ جينغزانغ) ولي شينغ اللذين وصلا إلى باريس سنة 1902 كملحقين بالسفارة الصينية، وسرعان ما انضم إليهما وو زيهوي، وهو عضو أقدم وأكثر عقائدية بفكرة اللاسلطوية  وناقد راديكالي لسياسة حكومة تشينغ (الحكومة السابقة). قدّم العضو الأخير المجموعة إلى صديقه ساي يوانبي الذي أصبح بدوره قائداً لحركة الثقافة الجديدة، وفي مطلع القرن العشرين، تحديداً سنة 1906 أسس هؤلاء الثلاثة: وو ولي وزهانغ أول منظمة لمعتقد اللاسلطوية  في الصين، المجتمع العالمي، والتي تُرجمت في بعض الأحيان إلى المجتمع الدولي الحديث. في عام 1908، بدأت المنظمة بإصدار مجلة أسبوعية اسمها شين شيجي ( العهد الجديد أو القرن الحديث عُنونت بلغة الإسبرانتو: La Novaj Tempaj) بهدف تسطير أسماء الطلاب الصينيين في اليابان وفرنسا في صفحات تاريخ أوروبا الراديكالي. ضمت المشاركات الأخرى شخصيات مثل وانغ جينغوي وجانغ جي وتشو مينيا طلاب من زهيجيانغ الذي صاحب زهانغ زينجي من الصين وأصبح مساعده في السنين التالية.
كتب لي قائلاً إن تأثيرات مجموعة باريس تنقسم في ثلاث فئات: الليبرتارية (حركة تأييد الحرية) الراديكالية، وعقيدة اللاسلطوية : الدارونية، والحركة الدارونية الاجتماعية فضلاً عن الفلاسفة الصينيين الكلاسيكيين. بينما كانت مجموعة باريس أكثر تشددًا من نظيرتها مجموعة طوكيو في المساواة بين تعاليم لاو تزو أو نظام حقل البئر مع الشيوعية اللاحكومية التي حظت بالتأييد، وصف فان لي المجموعة بأنها تحتوي على شباب تلقوا تعليماً من الطراز الرفيع في التقاليد الصينية الكلاسيكية، ويعترف لي بأن التفكير القديم قد أثر عليهم. كانت النزعة واضحة على مجموعة باريس في استبعاد أو حتى المناهضة الفعالة لأي ارتباط بين معتقد اللاسلطوية  والثقافة التقليدية. وقد وصف المؤرخ بيتر زارو مجموعة باريس بقوله: «العلم هو الحقيقة والحقيقة هي العلم».

### مجموعة طوكيو
اتبعت هذه المجموعة التأثيرات نفسها لكن بنظام حضور مختلف. ففي حين كانت مجموعة باريس تتوق إلى العلم والحضارة الغربيتين، غرس قادة مثل ليو شيفو عقيدة اللاسلطوية  في التقاليد السياسية الآسيوية. وبشكل آخر، فقد عنى ذلك أن مجموعة باريس درست لغة الإسبرانتو ودافعت عن المذهب النقابي اللا حكومي واعتمدت كثيراً على أعمال ميكهيل باكونين وبيتر كروبوتكن. دعمت مجموعة طوكيو مجتمع الإصلاح الزراعي المبني ديمقراطيًا على القرى المنظمة في اتحادات حرة لغرض المساعدة والحماية، وبنوا أيضًا إيديولوجيتهم على اندماجٍ بين الطاوية والبوذية ونظام حقل البئر للصين القديمة وفضلوا ليو تولستوي على كروبوتكن. انفصل ليو شيبي وزوجته هي زهين عن برامج وأنظمة زهانغ بيغلن بالإضافة إلى قادة آخرين في طوكيو عائدين إلى شانغهاي، وعندما تبيّن أن الزوجين كانا مخبرين يعملان لدى مانشو دوانفانغ نبذهما المجتمع.
دعمت المجموعتان في البداية الجمعية، ربما في إشارة إلى التأثيرات المستمرة للعدمية، لكن في عام 1910 تصاحب الانتقال إلى معتقد اللاسلطوية  مع التخلي عن الاغتيال السياسي باعتباره تكتيكًا.
كما دعت كل من باريس وطوكيو في البداية إلى ممارسة الاغتيالات السياسية، وربما كان ذلك مؤشرًا على التأثيرات الدائمة للحركة العدمية، ولكن بحلول عام 1910، أصبح التحول إلى الأناركية مشروطًا بالتخلي عن فكرة الاغتيال باعتباره أداة.

### التعاون والاختلاف
كانت حركة معتقد اللاسلطوية  في بداية القرن العشرين حركة غربيّة بشكل كبير، وقد كان الطلاب الصينيون الذين يدرسون في باريس داعمين لفكرة اللاسلطوية  بحماس لأنهم رأوها الفكر الأكثر تقدماً بين جميع الإيديولوجيات الموجودة في الغرب وأبعد ما يكون عن الثقافة الصينية التي يغزوها التقليد، يضعهم هذا الموقف في خلاف بشكل متكرر مع مجموعة طوكيو التي رأت العديد من الخصال الجيدة في الثقافات التقليدية، حتى أنهم زعموا أنه بسبب عدم امتلاك الصين وَهم الديمقراطية الرأسمالية الليبرالية فيمكن أن يكون الأمر أسهل عليهم لإحداث نقلة نوعية في عقيدة اللاسلطوية  من الأوروبيين. 
وعلى أي حال، لم تعنٍ هذه الاختلافات أن المجموعتين لم تتعاونا. فبسبب دعم المجموعتين للتأكيد على تقرير المصير السياسي غير المركزي والاقتصادي المحلي فقد كانتا قادرتين على الخروج بتكتيك تفاهمي يمكّن المجموعتين من التعايش السلمي بعد انتهاء الثورة التي دعمتاها. وعلى وجه الخصوص، فإن طرأ الخلاف على شيء ما، فستلعب الفلسفة الصينية دوراً كبيراً في التأثير عليه وعلى الأفعال والأفكار التي تلحق به، وهذا كان المصدر الأساسي في الاحتكاك والنقاش بين المجموعتين. 
لا يقتصر ميل المؤمنين باللاسلطوية  إلى الاختلاف حول القضايا والاتفاق على التعاون، لا يقتصر على خبرة اللاسلطوية  الصينية، لهذا السبب يصف العديد من علماء السياسة اللاسلطوية  بأفضل الحركات. وقد كان التنوع الإيديولوجي المتأصل في مثل هذه الحركة تاريخياً إحدى نقاط قوتها العظيمة ولكنه قوّض مراراً وتكراراً محاولات تشكيلها إلى قوة متماسكة للتغيير الاجتماعي.

## اللاسلطوية والقومية
في المرحلة الأولى من الحركة، كان اللاسلطويون من كلا المدرستين مشاركين عمومًا في الحركة القومية، رغم أنهم نظريًا رفضوا القومية، وتأثروا بالحركات الأجنبية مثل اليد السوداء. ورغم أن اللاسلطوية والعدمية كانا أيديولوجيتين متميزتين ومنفصلتين، خلطت الصحافة في أوروبا والصين في تلك الفترة بينهما عمومًا. في مؤتمر روما الدولي من أجل الدفاع الاجتماعي ضد اللاسلطوية، عُرفت اللاسلطوية أنها أي عمل يستخدم العنف بهدف القضاء على تنظيم المجتمع. عزز هذا الارتباط بالعنف السياسي الاهتمام باللاسلطوية بين بعض الأعمال الصينية المتطرفة.

### هجمات القوميين
جاءت الهجمات الأولى على حركة اللاسلطوية  المتنامية في الصين من القوميين الذين رأوا تلك الحركة تهديدًا لأمة حداثوية قوية وموحدة ومركزة يمكن أن تصمد أمام الإمبريالية الغربية. وقد كتب أحد القراء في رسالة إلى شين شيجي (العالم الجديد)، الصحيفة الأناركية التي نشرتها مجموعة باريس:
«إذا كنتم تعرفون فقط كيف تبكون بلا معنى لتنادون: «لا نريد حكومة ولا جنودًا ولا حدود وطنية ولا دولة» وتزعمون أن وجودكم من أجل الانسجام والعدالة والحرية والمساواة العالمية، فأنا أخشى أن يجمع أولئك الذين لا يعرفون سوى الوحشية والقوة لا العدل جيوشهم لتقسيم أرضنا وشعبنا».
قال القوميون أيضًا إنه بمجرد بناء جبهة شعبية يمكن للحركة الثورية هزيمة مانشو وسلالة تشينغ، وأنه على المدى البعيد إذا أراد معتقد اللاسلطوية  أن ينجح يجب أن يسبقه نظام جمهوري يجعل الصين آمنة.

## الأناركية كحركة كبرى

### تأثير مجموعة باريس
يُعد التشابه بين برنامجي «العمل الدؤوب والدراسة المقتصدة» لمجموعات باريس جليًّا. في عام 1912، أسس أعضاء مجموعة باريس التي عادت إلى الصين جمعية تعزيز الفضيلة التي تضمنت قيادتها أناركيين بارزين مثل لي شيزينغ وقوميين مثل وانغ جينفوي.
انصب تركيز هذا المجتمع في تماشٍ مع ميول مجموعة باريس على السلوك الشخصي الفاضل والأخلاقي بقدر ما كان على التطبيق العملي للثورة. تضمنت قواعد العضوية الخاصة بهم مستويات مختلفة من الالتزام ومنع الأعضاء من تناول اللحوم وزيارة بيوت الدعارة؛ ومنعهم بشكل ملموس من ركوب المحفة أو اتخاذ عشيقات أو تقلد المناصب العامة.

### انتشار افكار اللاسلطوية
تُعد الآثار العملية لمثل هذا الانتشار الواسع للأفكار الخاصة باللاسلطوية  والمكان الذي حدثت فيه مؤشرات قوية للانحلال القوي للمذهب العملي والمثالية التي ميزت أنشطة مجموعات باريس. مع ذلك، كان للتواصل المتزايد مع العمال الفعليين تأثير عميق على دعايتهم ونظرياتهم، حيث أصبحت قضايا العمل فجأة جزءًا أكثر بروزًا في برنامجهم.